# Фольварк

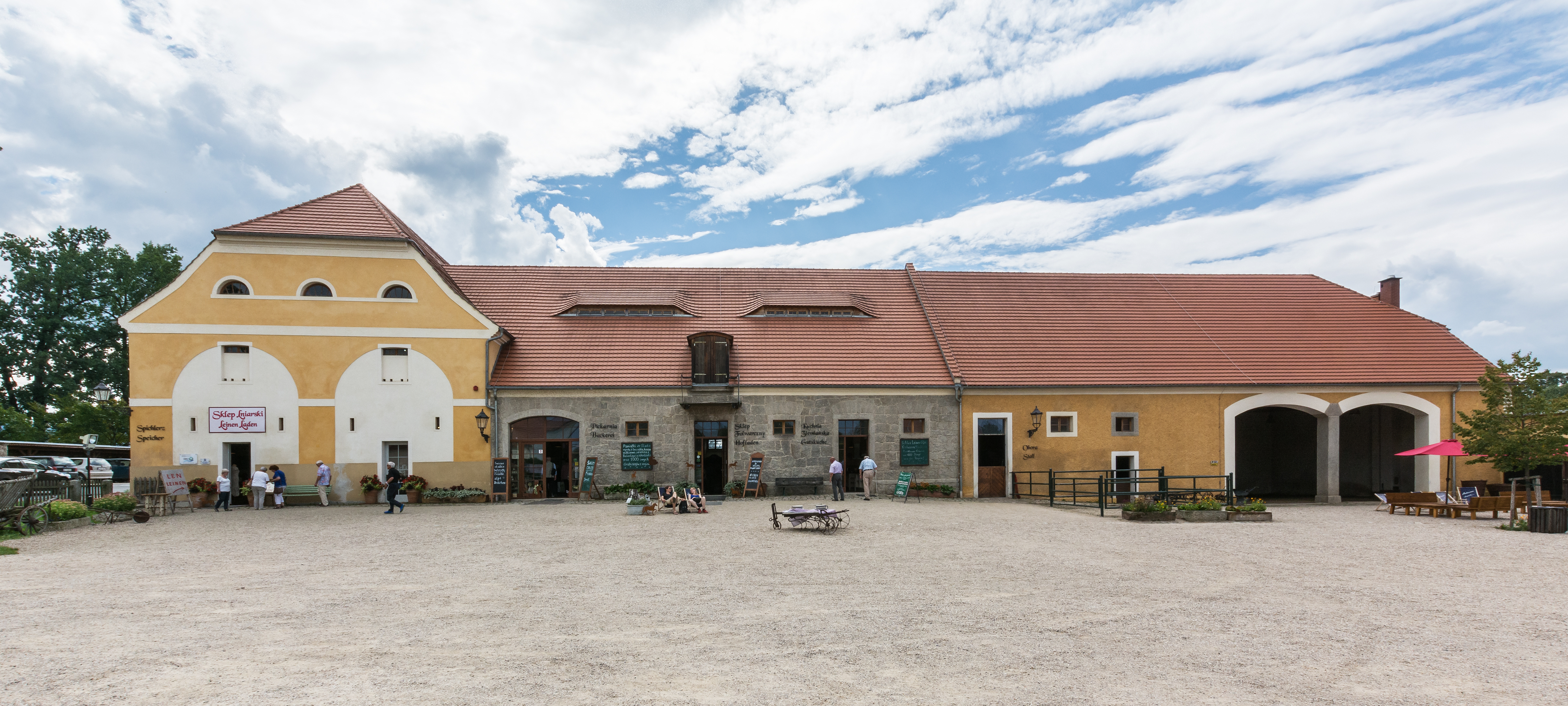
Фольварк в Ломнице (Польша)

Фо́льварк или фольва́рк (пол. folwark, бел. фальварак от диалектизма нем. Vorwerk) — хутор, мыза, усадьба, обособленное поселение, принадлежащее одному владельцу, помещичье хозяйство. На картах обозначался сокращением Фл.
Исторически в Речи Посполитой фольварк — наименование помещичьего хозяйства, в узком смысле слова — барской запашки. Фольварочная система ведения феодального хозяйства (в Речи Посполитой и некоторых других странах Центральной и Восточной Европы) была связана с барщиной как основной формой феодальной ренты и называлась обычно фольварочно-барщинной системой.
Помещичье хозяйство, незначительное до XV века, росло за счёт крестьянских наделов, общинных и вновь осваиваемых земель. В XVI веке фольварк, производящий продукцию для сбыта на рынке (городском или внешнем), стал основным источником доходов феодала, а с утверждением капитализма — основой крупных помещичьих хозяйств.
В русский язык термин пришел из польского вместе с присоединением к Российской империи литовских и белорусских губерний после разделов Речи Посполитой. В настоящее время сохранилось в России, Беларуси и Украине в виде исторических названий населённых пунктов и городских районов, названий организаций.